# Пираты (фильм, 2005)
«Пираты» (англ. Pirates), также известный как Pirates — приключенческий комедийный боевик фильм с элементами эротики, снятый кинокомпаниями Digital Playground и Adam & Eve. Фильм был выпущен в 2005 году, а главные роли в нём сыграли Джесси Джейн, Кармен Лувана, Джанин Линдмалдер, Тиган Пресли, Девон, Дженавив Джоли и Эван Стоун. «Пираты» — пародия на голливудский фильм «Пираты Карибского моря: Проклятие «Чёрной жемчужины»».
По заявлению продюсеров фильма, на момент выхода «Пираты» являлся самым дорогим эротическим фильмом в истории индустрии с бюджетом около 1 млн долларов. В 2008 году вышло продолжение фильма — «Пираты II: Месть Стагнетти» с бюджетом в 8 миллионов долларов.

## Производство
Фильм был снят с использованием камер высокого разрешения и в нём присутствует более 300 спецэффектов. Специально для фильма был создан саундтрек, который позже вышел отдельным CD. Некоторые сцены из фильма снимались на корабле «Баунти II» — точной копии корабля «Баунти», который расположен в городе Сент-Питерсберг во Флориде. Владельцы корабля позволили снимать на нём фильм, так как не знали, какой фильм будет сниматься, думая, что это будет пиратский фильм для семейного просмотра.
Первоначально фильм был выпущен на трёх DVD дисках (фильм в стандартном DVD-качестве, в высоком разрешении и диск со специальными сценами, не вошедшими в фильм) и стоил 70 долларов. 11 июля 2006 года была выпущена специальная версия с рейтингом R. Позже фильм был выпущен в формате Blu-ray и HD-DVD.

## В ролях
- Джесси Джейн — Джулс Стил
- Кармен Лувана — Изабелла Венесуэла
- Джанин Линдмалдер — Серена
- Девон — Мэйделин
- Тиган Пресли — Кристина
- Эван Стоун — капитан Эдвард Рейнольдс
- Томми Ганн — капитан Эрик Виктор Стагнетти
- Крис Слэйтер — Мануэль Венесуэла
- Остин Мур — Анджелина
- Дженавив Джоли — пират-танцовщица
- Стивен Сент-Круа — Марко
- Нхан — Ву Чу

## Премии
AVN Awards:
- Лучшее полнометражное видео
- Лучший DVD
- Лучший режиссёр — видео (Джун)
- Лучшая актриса — видео (Джанин Линдмалдер)
- Лучший фильм в высоком разрешении
- Лучшая сцена лесбийского секса — видео (Джанин Линдмалдер и Джесси Джейн)
- Лучшие спецэффекты
- Лучший актёр — видео (Эван Стоун)
- Лучшая музыка
- Лучший актёр второго плана — видео (Томми Ганн)
- Лучшая онлайн-маркетинговая кампания

XRCO Award:
- Лучший релиз (2005)
- Epic (2005)

Adult DVD Empire Awards:
- 2005 выбор редакции
- 2005 Best Overall DVD
- 2005 Best DVD Menu Design
- 2005 Best DVD Video Quality
- 2005 Best DVD Audio Quality
- 2005 Viewer’s Choice